# Noank
Noank – jednostka osadnicza w Stanach Zjednoczonych, w stanie Connecticut, w hrabstwie New London.